# おみやさんの登場人物
おみやさんの登場人物（おみやさんのとうじょうじんぶつ）は、テレビ朝日系でシリーズ化された刑事ドラマ『おみやさん』に登場する主な架空の人物について解説する。
本項での「SP」はスペシャルを表す。

## 主人公とパートナー
鳥居勘三郎
演 - 渡瀬恒彦
経歴：京都府警刑事部捜査一課
→ 京都府警鴨川東警察署資料課 課長（第1シリーズ - 新春SP）
→ 京都府警本部刑事企画課資料係 係長（SP第1弾 - ）
階級は警部。通称「おみやさん」。以前は京都府警刑事部捜査一課の刑事だった。性格はトボケていて能天気だが、記憶力と推理力は抜群。一人称は基本「僕」。丁寧に話す。
すぐ隣の刑事課で過去の事件にかかわる言葉を聞きつけては資料を読み返し、「うどん（など）を食べに行く」という名目で事件の調査に乗り出すのがパターンと化している。
その推理力で鴨川署刑事課の犯人検挙に貢献しており、結果として京都府警内の犯人検挙率が毎年一位なため、村井と緑川を除く署員や旧知の警察官からは程度の差こそあれ信頼を得ており、時々頼みごとをしている。
資料課ということもあってか、捜査に行き詰まった時は現場百遍ではなく資料を読み返す（本人によると「答えは必ず資料の中にある」とのこと）。
独身。死別した両親の遺した旧家に家政婦のおたま（第7シリーズからは、すず）との2人暮らし。祖父の名は善次郎。
SP第1弾（2016年）からは、新設された「京都府警本部刑事企画課資料係」の係長として異動している。
七尾洋子
演 - 櫻井淳子（第1シリーズ - 第8シリーズ / 新春SP）
経歴：京都府警鴨川東警察署資料課（第1シリーズ - 第8シリーズ）
→ 京都府警東山中央警察署刑事課
→ 京都府警本部捜査一課（新春SP）
おみやさん唯一の部下。
以前の部署でセクハラ上司を殴ったため鴨川東署へ左遷された。早く資料課を出て刑事として現場で活躍するのが夢。第9シリーズで念願かなって刑事となり、転属している。
新春SPでは東山中央署刑事課から京都府警本部捜査一課に配属が決まる。
大雑把な性格で色気よりも食い気のタイプ。酒豪で学習能力はゼロ。いつも早合点な推理を披露し、鳥居に笑われている。
鴨川東署署長・七尾清一郎は実の父親だが、知っているのは鳥居のみ。
青山ちはる
演 - 京野ことみ（第9シリーズ・新春SP）
経歴：京都府警会計課
→ 京都府警鴨川東警察署資料課（第9シリーズ）
→ 京都府警下柳警察署生活安全課（新春SP）
洋子の後任。真面目な人柄だが声が大きく、要領は良くないほう（「トロいから」と気にしている様子である）。曰く「家族は自分以外みんな天然」。酒癖が非常に悪く、酔うとタメ口になる。あんかけが苦手である。鳥居からは「時々頭が軽く見える」と思われている。
京都府警会計課に勤務し、領収書のいい加減さを指摘したところ、刑事課へ回されそうになるも、たまたま洋子の後任が空席だったために資料課へ配属された。当初、鳥居を「課長」と呼んでいた。
配属当初から、村井には煙たがられ、鳥居には振り回される。ずっと「左遷異動だ」との思いを抱いていたが、鳥居と接するうちに「資料課でも出来ることがある」と、やりがいを見出していく。
すずからは「男をたぶらかすタイプ」と警戒された。
新春SPでは下柳署生活安全課に配属している（が、本人によると「また左遷かもしれない」）。
寺尾みき
演 - 高島礼子（新春SP）
経歴：京都府警本部捜査一課
→ 京都府警鴨川東警察署資料課（新春SP）
寺社巡りが趣味の、通称「おてらさん」。京都府警本部捜査一課の刑事だったが、自ら志願して資料課へ転属してきた。
既婚者だが、実は夫とは別居状態が続いている。酒には強いタイプ。
神尾ちず
演 - 貫地谷しほり（SP第1弾・第2弾）
京都府警捜査一課の刑事。鳥居のお目付け役。似顔絵描きが得意で、似顔絵捜査官になるのが夢。

## 京都府警鴨川東警察署

### 刑事課
大滝鉄也
演 - 加勢大周（第1シリーズ - 第4シリーズ）
刑事課員。事件がおきたら自分に任せろとばかりに動き出す熱血刑事。おみやさんの生き方に憧れてはいるが……。
兵藤兵吾
演 - 不破万作（第1シリーズ - 新春SP）
刑事課の古株。あだ名は「兵さん」。
鳥居とはツーカーの仲。刑事課を先回りするように捜査している鳥居を「さすが、おみやさん」と一目置いている。捜査情報を逐一伝えてくれる。
村井や緑川の監視の目が厳しいために思うように鳥居に接することが出来ず、心を痛めている。
吉川新平
演 - 林泰文（第5シリーズ - 新春SP）
第5シリーズで鴨川東警察署刑事課に配属された刑事。
実は鳥居に憧れて一緒に仕事がしたいがために転属願いを出してまで異動してきた変わり者。
シリーズを増すごとに兵藤よりも鳥居に捜査情報を与える回数が増えてきている。
茅野太一
演 - 小野寺丈（第1シリーズ - 新春SP）
刑事課員。
清涼剤のような存在で、ギスギスした雰囲気が漂っても「まあまあ」と場を取りなせる。
高岡俊介
演 - 一條俊（第2シリーズ - 新春SP）
刑事課員。茅野からは「高岡ちゃん」と呼ばれる。現代っ子をそのまま刑事に仕立てたような雰囲気で、当初はプライベートを優先するような発言が目立っていた。
シリーズを重ねるごとに逃走する犯人を確保するための立派な主戦力となっている。
星野康夫
演 - 白井滋郎（第1シリーズ - 新春SP）
刑事課員。長身・強面だが甘い物好き。
田口浩司
演 - 浜田隆広（第1シリーズ - 第5シリーズ）
刑事課員。
緑川みどり
演 - 戸田恵子（第9シリーズ・新春SP）
課長（階級は警部）。村井の後任。
鳥居が資料課を離れて事件の捜査を行うときは「うどんの時間」などと皮肉を言うが、鳥居の能力自体は評価しているらしい。必要と判断すれば情報を共有したり捜査を求めるが、鳥居が刑事課よりも先に捜査を進めることは良しとしていない。
部下からの評判は悪くないが、理路整然と話す傾向があり、鳥居からの評判はイマイチで「調子が狂う」と思われている。

### 鑑識課
会沢桂子
演 - 七瀬なつみ（第1シリーズ - 第4シリーズ / 第6シリーズ - 新春SP）
女性課員。鑑識技術は確か。鳥居からは「桂子さん」と呼ばれ、信頼を置かれている。
凝り性で、一度ハマるとトコトン突き詰めるタイプ。鳥居に懐いており、事件の情報を与える見返りに2ショットやデートを計画するが、かわされることが多い。
資料課のことは「内勤だけど内勤じゃない」と認識している。
堀真澄
演 - 友近（第5シリーズ / 第6シリーズ第2話・第8話・最終話 / 第7シリーズ第3話・第7話）
経歴：京都府警鴨川東警察署鑑識課（第5シリーズ）
→ 京都府警広報課（第6シリーズ - ）
鑑識課に配属された女性課員（桂子に代わって登場）。洋子の警察学校での同期であり旧友。
週刊誌・ワイドショー・2時間ドラマが大好きで、いつも勝手に大胆な推理を展開する。鑑識の腕はピカ1。
第6シリーズからは京都府警広報課に異動しており、「理想の男性」である鳥居目当て（?）に時折登場しては事件解決のヒントを与える。
山田春馬
演 - 中山卓也（第9シリーズ）
鑑識課の新人（桂子の部下）。

### 署長と副署長
村井信治
演 - 片桐竜次（第1シリーズ - 第9シリーズ第2話・第8話）
経歴：京都府警鴨川東警察署 刑事課長
→ 京都府警鴨川東警察署 副署長（第9シリーズ第2話以降）
階級は警部 → 警視。鳥居ら資料課が事件に首を突っ込むことを非常に疎ましく思っている。上にはへつらい、下にはガミガミの、点取り主義・官僚的・ことなかれ主義と三拍子揃った典型的な官僚主義の塊。
「資料課は引っ込んでろ!」「資料課の出る幕じゃない!」が口癖。
第9シリーズにて、まさかの大出世を成し遂げる。なお、鳥居には相変わらず厳しく接している。
七尾清一郎
演 - 谷啓（第1シリーズ - 第6シリーズ）
署長。階級は警視正。七尾洋子の実の父親。
鳥居には一目置いているが、村井の手前、手放しに鳥居を褒めることはしない。
鳥居に洋子の父であることを知られている。
鳥居を洋子の結婚相手にと考えているようである。

## 京都府警察本部

### 捜査一課
堀内洋介
演 - 長谷川朝晴（SP第1弾・第2弾）
刑事。
柳原長太郎
演 - 菅原大吉（SP第1弾・第2弾）
係長。
横溝保夫
演 - 加藤虎ノ介（SP第1弾・第2弾）
刑事。
森好久
演 - 工藤俊作（SP第1弾・第2弾）
刑事。
浜口達哉
演 - 上西雄大（SP第1弾・第2弾）
刑事。

### 鑑識課
千場光彦
演 - 小野寺丈（SP第1弾）
鑑識員。
小林宏樹
演 - 国木田かっぱ（SP第2弾）
鑑識員。

## 鳥居家
おたま
演 - 菅井きん（第1シリーズ - 第6シリーズ）
鳥居家の家政婦。自らを「たま」と呼び、鳥居のことは「坊ちゃま」と呼んで、甲斐甲斐しく世話を焼いている。
鳥居家にしばしば上がり込んだり、食事をしていったり、時には空き部屋を借りて泊っていくことすらある洋子を宿敵のような目で見つめ、時には悪口合戦にまで発展する様子は、まるで嫁姑の関係と類似している（が、シリーズを重ねるにつれて互いに理解し合ってきているようだった）。
福成すず
演 - 鷲尾真知子（第7シリーズ - ）
鳥居家の家政婦（おたまの姪）。おたまが旅行に行ったために臨時に雇われたが、そのまま家政婦を続けている。自らを「すず」と呼ぶ。薙刀2段の腕前。
おたまからの「坊ちゃまに悪い虫がつかないように」という言葉を忠実に守るべく、身の回りの世話をしている。
鳥居を好いており、洋子やちはるが鳥居家に立ち入ることを快く思っていない。
横文字に弱いらしく、劇中では「アンチエイジング」が分かっていなかった。

## 小料理屋
店名は、「越路」（第1シリーズ） → 「辰樹」（第2シリーズ - 第4シリーズ） → 「おかね 久家」（第5シリーズ） → 「冨月」（第6シリーズ） → 「てっ平」（第7シリーズ・第8シリーズ） → 「割烹 てっ平」（SP第1弾・第2弾）
小池仁美
演 - 相本久美子（第1シリーズ - 第8シリーズ）
おみやさん行きつけの小料理屋の女将。上品で着物が似合う京美人。鳥居に事件を解決するヒントを与えることもある。
福島重夫
演 - 野口貴史
板前。第9シリーズと新春SPでは「そば屋」をやっている。SP第1弾からは「割烹 てっ平」の板前をやっている。
福島雅人
演 - 森岡豊（第6シリーズ）
若手板前。

## その他
宮田典子
演 - 遠藤久美子（第3シリーズ第9話 / 第4シリーズ第7話）
新日新聞社会部の記者。父親の一夫は日刊スクープの記者だったが、8年前殺人事件の容疑者になり、その後失踪。
姫野達夫
演 - 梅沢富美男（第4シリーズ第3話 / 第5シリーズ第4話 / 第6シリーズ第9話 / 第7シリーズ第5話 / 第8シリーズ第5話 / 第9シリーズ第4話）
鳥居の「大親友」で「兄弟分」（鳥居は「ほんのちょっとした知り合い」と訂正している）。鳥居のことは「鳥居ちゃん」と呼ぶ。
妻子持ちだったが、いい加減な性格が災いして妻と子ども（真路）に見捨てられたらしい。犯人として疑われたりした後には、時々妻が訪れて説教をしたりと仲はそれほど悪くはないが、自業自得だと自覚しているため、今さら復縁を求めても手遅れだと諦めている。
美人や若い娘に非常に弱く、相当な女好き。
屋台ラーメンを真面目に経営しているが、口が悪いうえに警察に対して横柄な態度を取ってしまうため、登場するたびに犯人として疑われている。

## 特別出演
鶴丸あや
演 - 名取裕子（第9シリーズ第1話）
京都地検の検事。同じ時間枠のドラマ『京都地検の女』の登場人物。
押しの強さと「主婦の勘」は健在である。鳥居からは「かわいげがない」と言われた。

## ゲスト
第1シリーズ / 第2シリーズ / 第3シリーズ / 第4シリーズ / 第5シリーズ / 第6シリーズ / 第7シリーズ / スペシャル（2010年） / 第8シリーズ / 第9シリーズ / スペシャル（2014年 - 2016年）

### 第1シリーズ（2002年）
第1話「時効直前！二つの事件を結ぶ女」
- 畑中幸子 - 沢田亜矢子

第2話「時効直前 逃亡殺人犯を待つ女」
- 平井克昭 - 河相我聞
- 平井京子 - 雪代敬子

第3話「時効直前 京ゆば料理に秘められた殺意」
- 佐々木龍三（京都府警七課 警視・鳥居勘三郎の警察学校の同期） - 河原さぶ
- 佐々木美和 - 一紗まひろ
- 佐々木亜矢 - 松井涼子

第4話「時効直前 殺意に秘められた美しき白い肌」
- 滝田奈津子（繁澤の弟子） - 相田翔子
- 和田隆（出入りの画商） - 佐戸井けん太
- 繁澤虎次郎（画家・日本画壇の革命児） - 団時朗

第5話「時効直前 謎の指紋に秘められた殺人連鎖」
- 岡本このみ（中学生） - 黒川芽以
- 矢代環（小児科勤務医・14年前の津田一家殺害事件の重要参考人） - 美保純
- 岡本史恵（このみの母） - 風間舞子
- 宮田（新聞記者） - 中西良太

第6話「時効直前 罠にはめられた女性弁護士」
- 白木麻美（山下の弁護士） - 水島かおり
- 藤村久美（ホステス） - 大寶智子
- 山下隆也（婦女暴行殺人の容疑者） - 本城丸裕
- 浅井由紀乃（山下の内縁の妻） - 竹本聡子

第7話「時効直前 夜の祇園に消えた謎の女」
- 富樫優子（クラブママ） - 平淑恵
- 細川英恵（クラブホステス） - 西尾まり
- 太田宏（鳥居勘三郎の高校時代の恩師） - 奥村公延
- 太田節子（太田の妻） - 正司歌江

第8話「時効直前 未亡人誘拐の謎」
- 由良映子（由良総合病院 院長） - 未唯
- 大高聡（高校生） - 田中圭
- 笹岡佳江 - 浅利香津代
- 赤羽秀一 - 黄川田将也

最終話「三人の女に愛された男が呼ぶ殺意」
- 矢本早苗（鳥居勘三郎の元恋人） - 荻野目慶子

### 第2シリーズ（2003年）
第1話「二つの証拠！追い詰められた女性刑事」
- 蓮見祐子（京都府警 警部・鳥居勘三郎の元部下） - 東ちづる
- 乃木紘一（吉岡梨香の婚約者） - 山中聡
- 志村好美 - 小高早紀

第2話「りんごウサギは見た！疑惑の家族消失」
- 高林紘子（和食レストラン「卯の花」女将） - 多岐川裕美
- 森村あかり（15年前に起きた一家消失事件の生き残り） - 大谷允保（幼少期：岡部実紗）

第3話「炎の中の三角関係！愛人の子を育てる女」
- 北川利恵（スーパー店員・良介の養母） - かとうかずこ
- 北川良介（武志と朝子の息子・朝子の死後 利恵に引き取られる） - 細山田隆人
- 水島朝子（武志の愛人・15年前の火災で焼死） - 田村友里
- 北川武志（利恵の夫・15年前の火災で焼死） - 柴田善行

第4話「娘に捨てられた母!? 死体を呼ぶ花嫁人形」
- 横山多恵（10年前の殺人罪で服役していたが仮出所） - 根岸季衣
- 横山聡美（多恵の娘） - 遊井亮子（幼少期：安田美香）
- 岩村和義 - 鷲生功
- 中田和彦 - 能見達也

第5話「絵本に秘められた謎!? 夫に言えない過去」
- 竹村美佐子（竹村の妻） - 秋本奈緒美
- 竹村悟（竹村文具店 店主） - おかやまはじめ
- 鮫島竜三 - 四方堂亘
- 竹村藍那 - 斉藤瑞季

第6話「消えた女子高生の謎？旧校舎取壊し殺人」
- 高田真理子（高田の妻・七尾洋子の高校時代の親友） - 吉野きみか
- 高田裕太（屋台を夫婦で経営・元女子高のバドミントン部顧問） - 神保悟志

第7話「眼の前で恋人を殺された女!! 殺意を呼ぶビラ配り」
- 藤田尚子（婚約者が5年前通り魔に刺され死亡） - 加藤貴子
- 皆川悦男（会計事務所勤務） - 長岡尚彦
- 城島慎一 - 草野康太

第8話「紅い鈴の殺意!! 亡くした記憶に脅える女」
- 高村美奈（映画村の剣劇の女剣士） - 遠野凪子
- 根本一男（美奈の婚約者） - 東根作寿英
- 神谷（10年前は闇金融社員） - 石井洋祐

第9話「京都石段殺人の謎!! 同じ男を愛した姉妹」
- 水野英津子（バー「英津子」経営者・紀子の姉） - 有森也実（幼少期：岡本伊代）
- 立花真也（商社の御曹司・バー「英津子」常連客） - 西川忠志
- 水野紀子（10年前に持病の心臓発作で死亡） - 勝村美香

最終話「完全黙秘の女！不倫殺人事件14年目の真実!!」
- 大田慎一郎（真美の父） - 小野寺昭
- 大田真美（理香のルームメイト） - 真木よう子
- 奥瀬理香 - 吉原歩

### 第3シリーズ（2004年）
第1話「容疑者に愛された女弁護士10年目の謎」
- 三沢涼子（弁護士） - 床嶋佳子
- 河村成之（ガーデニング店社長） - 東貴博

第2話「祇園祭りに消えた女優しい刑事の秘密」
- 高村公平（京都府警右京南警察署 刑事・鳥居の元相棒） - 森本レオ
- 成瀬美由紀（理容師） - 筒井真理子
- 大島竜司（元服役囚） - 菅原大吉
- 高村治（高村の養子・大島と美由紀の実子） - 内野謙太（3歳：當銘竜基）
- 柴原（14年前刺殺された元服役囚） - 芳野史明

第3話「京都嵯峨野疑惑の10年」
- 沢村美也子（土産物店店主・養護施設「成風園」元保育士） - 沢田雅美
- 堀内理恵子（土産物店店員・養護施設「成風園」元園児） - 邑野未亜（子供時代：渡辺万也）
- 田所勝（養護施設「成風園」主任保育士・10年前刺殺） - 井上高志
- 山下竜一（強盗犯・養護施設「成風園」元園児） - 青木堅治（少年期：森田直幸）
- 近藤敏正（強盗犯） - 安村和之
- 藤岡（養護施設「成風園」園長） - 木元としひろ
- 小野塚（交番巡査） - 山田かつろう
- 桜井（バスの乗客） - 窪田弘和

第4話「悲劇の完全犯罪！高級メロンに脅える女!!」
- 森川登美子（和物デザイナー） - 中山忍
- 土屋哲郎（元刑事） - 神山繁
- 野口武彦（外車ディーラー・宏美の元恋人） - 柄沢次郎
- 杉本善生（着物メーカー「京乃雅」営業課長） - 俵木藤汰
- 坂巻宏美（着物メーカー「京乃雅」社員・登美子の親友・14年前死亡） - 浅川稚広

第5話「泣いた祇園の悪女！4歳児の絵が暴いた悪事!!」
- 佐伯万里子（スナック「まどか」ママ・順一の後妻） - 中島ひろ子
- 藤堂威（洛東小学校 6年生・順一の息子） - 染谷将太（4歳：及川綾）
- 下田勝彦（空き巣・偽名「坂井」） - 蟷螂襲
- 藤堂順一（8年前死亡） - 柴田善行
- 高田紀子（婦警） - 高野由味子
- 藤堂（京扇の老舗「華扇」経営者・順一の父） - 波多野博

第6話「9年前の連続殺人！幻の曲を弾く女!!」
- 椎名初音（元ジャズバンド「テラ」ヴァイオリニスト） - 未來貴子
- 丸目里香子（元ジャズバンド「テラ」ピアニスト・秀行の妻） - 中村久美
- 丸目秀行（ジャズバンド「テラ」リーダー・9年前死亡） - 京晋佑
- 吉井雄二（名曲喫茶「テラ」マスター・元ジャズバンド「テラ」ベーシスト） - コング桑田

第7話「生存者1名！完全犯罪の女!! 空白の30分」
- 小川美月（喫茶店「みつき」店主） - 粟田麗（7歳：吉岡茉祐）
- 久松真彦（カラオケボックス経営者） - でんでん
- 白橋茂紀（右手の甲にアザのある男） - 宮本大誠
- 小川信夫（美月の父・18年前刺殺） - 浅田祐二
- 小川幸代（美月の母・18年前刺殺） - 石井亜可理
- 津田（滋賀県警 刑事） - 山根誠示
- 阿部（カラオケボックス従業員） - 小泉敏生
- 彩子（白橋の恋人） - 宇谷玲

第8話「消えた目撃者!! 手作りカレーに泣く女!!」
- 山本竜子（JEWELRY yamamoto 社長） - 宇津宮雅代
- 水野祐二（ベンガル風カレー「ベンガル湾」マスター・憲二と竜子の息子） - 長谷川朝晴
- 森里るり子（平安銀行東山支店 行員・祐二の中学の同級生） - 園英子
- 北村史子（スナック従業員・8年前失踪） - 岳美
- 水野憲二（ベンガル風カレー「ベンガル湾」前マスター・故人） - 窪田弘和

第9話「8年前の医療ミス!? 女性記者が落ちた罠」
- 杉本義雄（新日新聞社会部 デスク・一夫の大学の同級生） - モト冬樹
- 小沼明彦（美山村診療所 医師） - 河野洋一郎
- 宮田一夫（日刊スクープ 記者・典子の父・8年前失踪） - 加門良
- 沢村絵里香（クラブ「エリカ」ママ） - 田中綾子
- 村島恭一郎（平安大学病院 外科部長・8年前転落死） - 楠年明
- 青山康史（京都御前タクシー 社員） - 川鶴晃裕
- 舞（クラブ「エリカ」ホステス） - 桐沢晶子
- 千代（祇園「中ら木」ママ） - 三星登史子

第10話「消えた家族写真！噂の名医に涙の瞬間」
- 西岡孝行（西岡医院 院長） - 前田吟
- 西岡真帆（キャバ嬢・孝行の娘） - 山田まりや（少女期：木下百花）
- 露口耕介（中華そば「珍来軒」店員） - 柴田耕作
- 磯野幸伸（真帆のヒモ） - 芳野史明
- 杉尾光弘（強盗犯・7年前死亡） - 大久保幸治
- 沢木正子（洛都大学病院 看護師） - 前川恵美子

第11話「逃亡犯が残した歌!? 危険な愛を選んだ女」
- 中村順平（逃亡犯・偽名「北見正雄」） - 鳥羽潤
- 里見由香利（車椅子の少女） - 大村彩子
- 川島邦彦（ベンチャー企業「サイバーエル」代表・順平の知人） - 林泰文
- 里見（由香利の母） - 宮田圭子
- 川島勇三（川島病院 院長・邦彦の父） - 峰蘭太郎
- 中村（施設の入居者・順平の母） - 富永佳代子

最終話「京都祇園白川殺人事件」
- 小早川真美（クラブのママ） - 田中美奈子
- 山岡義彦（京都府警刑事課 刑事・8年前刺殺） - 深水三章
- 山岡智子（義彦の妻） - 結城しのぶ
- 田村吾朗（みやこ興行 社長） - 春田純一
- 宮本慎治（田村の共同経営者） - 成瀬正孝
- 鬼頭松吉（真美が昔住んでいたアパートの住人） - 木下通博
- 山岡京子（義彦と智子の娘・故人） - 山本真由美

### 第4シリーズ（2005年）
第1話「美人建築家が落ちた罠」
- 白木未歩（一級建築士・風間の元弟子） - 羽田美智子
- 沢村隆一（家具職人・風間の元弟子） - 生瀬勝久
- 沢村弘子（沢村の妻） - 大寶智子
- 風間悟堂（著名建築士・12年前に事務所のバルコニーから転落死） - 佐川満男

第2話「人気の女流作家に二重疑惑!! 母が殺意を抱く瞬間」
- 倉田倫子（辛口コラムニスト） - 山口果林
- 倉田海人（倫子の息子） - 笠原秀幸
- 竹井恵（キャバクラ嬢） - 中村かすみ

第3話「消えた遺書が招く連続変死!! 家族に捨てられた父」
- 姫野真路（姫野達夫の息子・洛都大学 研修医） - 倉貫匡弘（少年期：窪田翔太）
- 神崎恭介（京阪新聞の元記者） - 谷口高史
- 姫野純子 - 宮田圭子
- 姫野雄介（藤原省三代議士の元第一秘書・12年前自殺） - 芝本正
- 高林洋一郎（民真党代議士） - 峰蘭太郎

第4話「白い花を憎む女!! 無罪を拒否する殺人者」
- 篠田美紀（洋介とあゆみの母） - 大空眞弓
- 長森稔（20年前に洋介に助けられた） - 宮下裕治（10歳：小阪風真）
- 篠田あゆみ - 有沢妃呂子（幼少期：山田莉央）
- 巣山茂樹（あゆみのストーカー） - 康ヨシノリ
- 篠田洋介（元美大生・20年前 水難事故で死亡） - 岡田翔太

第5話「お守りが呼ぶ殺意!! 京清水坂引き裂かれた2人」
- 田野倉正明（私立探偵・元京都府警 刑事） - 宇梶剛士
- 藤村瑞希（里奈の母・14年前の殺人事件の容疑者の一人） - 渡辺梓
- 三枝（14年前に清安神社で撲殺） - 大久保幸治
- 藤村里奈（中学生） - 大島正華

第6話「札束に埋もれた美死体!! 絶対言えない密会相手…」
- 宮本朝美（スーパー店員） - 藤田朋子
- 及川怜子（高級エステサロン経営） - 神保美喜
- 及川芳信（怜子の息子） - 平野道彦

第7話「祇園に舞う死美人!! 京都大原血塗られた古色染め」
- 篠山久志（信子の夫・染色職人） - 若松武史
- 篠山信子（呉服店「司屋」元社長・13年前扼殺） - 園英子
- 香田恒夫（呉服店「司屋」元社員） - 酒井高陽
- 篠山瑠璃（篠山の娘・中学生の時にストーカーに刺殺） - 中水裕子（幼少期：梅原真子）

第8話「手術室で悲劇の再会!! 神の手を失った天才外科医」
- 堀田淳之介（開業医） - 石橋蓮司
- 栗原康介（脳外科医・13年前は非行少年） - 川岡大次郎
- 染谷愛（高校時代に堀田に命を救われた） - 遊井亮子
- 安田瑞穂（患者） - 小池里奈

第9話「嵯峨野に消えた夫！取調室で高笑いする女」
- 竹村華絵（トータルヘルスアドバイス「右手の会」主催者・あじさい薬局の元薬剤師） - 高畑淳子
- 工藤茜（工藤の妻） - 渋谷琴乃
- 室田伸一（室田の息子） - 本田大輔
- 室田和夫（元洋食屋経営者・鳥居勘三郎の中学の同級生・15年前刺殺） - 草川祐馬
- 工藤卓也（工藤と茜の息子） - 小林翼
- 工藤俊介（フリージャーナリスト） - 柴田善行

最終話「高級京友禅に秘めた殺意!! 愛娘に裏切られた老舗旅館女将！」
- 竹見雅子（老舗旅館「宝月」女将・竹見の後妻） - 音無美紀子
- 竹見さくら（「ブルーハワイ」ホステス・竹見の連れ子） - 今村恵子（幼少期：鈴木理子）
- 潮喜三郎（さくらの恋人・童話作家） - 筒井巧
- 竹見久志（日本画家・13年前転落死） - 石倉英彦

### 第5シリーズ（2006年）
第1話「時効直前!! 熟年離婚が呼ぶ二つの殺意」
- 山下圭子（山下の妻・バドミントンの名選手） - 酒井和歌子
- 山下雄三（元京都府警 巡査・鳥居勘三郎の先輩） - 河原さぶ
- 田村和義（通信販売会社社長） - 大浦龍宇一
- 山下泉（山下と圭子の娘・15年前に石段から転落死） - 小林英莉子
- 白井亜希子（祇園のホステス） - 清水美里
- 森島眞二（田村の共同経営者） - 柴田善行

第2話「祇園の姉妹骨肉の相続争い!! 遺言の謎…」
- 梶田真弓（京懐石の老舗料亭「梅むら」女将） - 秋本奈緒美
- 梶田ゆかり（新店「新梅むら」女将・真弓の妹） - 雛形あきこ
- 野村達彦（板前・ゆかりの婚約者） - 東根作寿英
- 梶田修三（大学助教授・真弓の夫） - 四方堂亘
- 伊原武志 - 谷口高史
- 梶田久信（京懐石の老舗料亭「梅むら」先代・故人） - 結城市朗
- 三津田洋次（工事現場警備員・6年前「梅むら」に強盗未遂で逮捕） - 山本道俊

第3話「見舞金を残した逃亡犯!! 夫に言えない妻の過去…」
- 川上聡子（川上の妻・みどりの元ホステス仲間） - 芳本美代子
- 川上満（みどりの元恋人） - 池田政典
- 浜中千賀子（ブティック「tikako」経営者・みどりの元ホステス仲間） - 園英子
- 辻井典子（みどりの元ホステス仲間） - 江口ナオ
- 前畑みどり（ホステス・10年前から行方不明） - 松井涼子
- 佐竹（祇園の「クラブロンド」オーナー） - 石倉英彦

第4話「悪女の手口…匿名投書が暴く8年目の完全犯罪!!」
- 原田加奈（移動車のクレープ屋） - 前田愛
- 下田久美子（川崎の妻・昼は弁当屋のパート店員で夜はホステス） - 辻沢杏子
- 久保敬三（PCインストラクター） - 長谷川公彦
- 川崎進一（高校教師） - 下元佳好

第5話「消えたメダルの夢…選手生命狙われた左足殺人!!」
- 大河内美緒（バー「ナナ」ホステス・堂島の元マネージャー） - 遠藤久美子
- 堂島駿（元スプリンター・8年前に脚を刺され引退） - 原田龍二
- 及川奈々枝（バー「ナナ」ママ） - 北原佐和子
- 横井昌弘（バー「ナナ」常連客） - 柄沢次郎
- めぐみ（バー「ナナ」ホステス） - 田村友里

第6話「京嵐山跡継ぎ争いが呼ぶ殺意母と子…12年の確執」
- 武田琴江（わらび餅屋 店主） - 大谷直子
- 武田修平（武田作庭 社長・琴江の次男・養子） - 鳥羽潤（8歳：平野孝世）
- 武田秀行（琴江の長男・12年前死亡） - 北原雅樹
- 勝矢信介（大藤工務店 勤務・秀行の遊び仲間） - 菊池均也
- 中山雄二（医師） - 藤沢徹衛

第7話「京友禅が呼ぶ殺意!! 婚約破棄裏切られた男と女」
- 岩本健太郎（工事労働者・元友禅職人） - 勝村政信
- 漆原千恵（漆原の娘・岩本の元婚約者） - 中原果南
- 東田秀則（呉服屋「東田コーポレーション」社長） - 大河内浩
- 明石幸春（呉服屋「東田コーポレーション」営業部長） - 遠山俊也
- 漆原正行（呉服屋「漆原」店主・10年前死亡） - 楠年明
- 景山栄二（暴力団準構成員） - 本山力

最終話
「最終回2時間SP 京都祇園〜丹後天橋立を結ぶ殺人連鎖!! 時効直前産婦人科に男の死体!? 女医…舞妓…母子の絆 15年隠し続けた真実！人生をかけて四人の女が守りたかったもの」
第1部
- 鈴木たえ（木本産婦人科医院 助産婦） - 角替和枝
- 田畑翔子（木本産婦人科医院 看護師） - 西尾まり
- 中村純（渉と峰子の息子） - 松川尚瑠輝
- 中村峰子（渉の妻） - 朱花
- 林田清二（暴力団構成員） - 山口幸晴
- 中村渉（15年前に後頭部を強打して死亡） - 木村康志
- 木本百合子（木本産婦人科医院 医師） - 中田喜子

第2部
- 小鈴/南条瑞江（お茶屋「みず乃」女将） - 高岡早紀
- 園田和彦（男衆） - 尾美としのり
- 南条志摩（瑞江の母） - 絵沢萌子
- 菊乃/小早川佳代（スナック「夜想」雇われママ） - 舟木幸
- 南条はるか（瑞江の娘） - 小池里奈
- 成瀬義則（大手ビル管理業社長・14年前に胸を刺されて死亡） - 成瀬正孝

### 第6シリーズ（2008年 - 2009年）
第1話「京都の秋に人が死ぬ！結婚直前に逃げた花嫁!!」
- 市原のぞみ（彩京商事 社員・新婦） - 原沙知絵
- 今井和彦（のぞみの婚約者） - 阿南健治
- 富田圭一（IT企業「WCNシステムズ」社長） - 浜田学
- 北島透（殺人事件の容疑者） - 本宮泰風
- 渋井信子（北島の知り合い） - 長内美那子
- 横山（暴力団組員） - 西村匡生

第2話「父を返して！京都の秋に響く娘の叫び!!」
- 後藤ゆき（4歳のとき父親が失踪） - 貫地谷しほり
- ロクさん（日雇労働者・14年前に暴行を受け死亡） - 春海四方
- 時任雄一（金沢産業京都支店 社員） - 原田篤
- 中村隼人（中村帽子店の一人息子） - 坪田秀雄
- 時任依子（時任の妻） - 朱花
- 時任あやの（時任の娘） - 北村沙羅

第3話「西陣織殺人連鎖！祇園町から丹後半島へ」
- 河原冬美（元芸妓） - 野村真美
- 掛井夏子（新進つづれ織り職人・志村と美智子の娘） - 黒川芽以
- 志村誠三（西陣織職人・美智子の夫） - 春田純一
- 杉田浩司（呉服店主人） - 本城丸裕
- 志村美智子（杉田の店の従業員・12年前に橋から転落死） - 田村友里
- 杉田真由美（杉田の妻） - 山田スミ子

第4話「動き出した誘拐トリック…！15年後の声紋鑑定!!」
- 竹原みずほ（ギター教室講師・小田夫妻の実子で15年前に誘拐される） - 前田愛（幼少期：田中杏奈）
- 紺野照彦（みずほの生徒） - 中原丈雄
- 岡辺正孝（タクシードライバー・みずほの元彼氏） - 細山田隆人（幼少期：大八木凱斗）
- 藤本光雄（雑誌編集者） - 石倉英彦
- 小田（小田の妻・病死） - 園英子
- 小田晃一（ミヤコ電機メーカー 社長・みずほの誘拐事件後自殺） - 伊庭剛

第5話「京湯葉が呼ぶ殺意！時効直前名水が真実を暴く!!」
- 川原雄三（老舗湯葉店「湯葉彩」主人） - 前田吟
- 末永真樹（老舗湯葉店「湯葉彩」元従業員・美由紀の元恋人） - 榊英雄
- 川原美由紀（川原の娘） - 岩橋道子
- 黒田浩介（金融業者「ハニーローン」経営） - 蟷螂襲
- 内藤勉（川原の義理の弟） - 木村康志
- 川原弘之（美由紀の夫） - 下元佳好
- 川原亜紀（美由紀の娘） - 小酒井円葉

第6話「豆腐屋は見た！午前4時半の殺人現場!!」
- 佐藤勝治（豆腐店「廿日屋」店主） - 長門裕之
- 萩原慎一（国交省副大臣） - 田中実
- 佐藤紗枝（佐藤の娘） - 小島可奈子
- 岸田省吾（健吾の弟） - 西興一朗
- 岸田健吾 - 西尾塁

第7話「晩秋〜初冬…古都の旅情が呼ぶ殺意！京町家を包む復讐の炎!!」
- 竹本百合子（竹本と紀美子の娘） - 遊井亮子
- 松木久幸（大原警察署 刑事） - 池田政典
- 竹本紀美子（竹本の妻・4年前死亡） - 沖直未
- 竹本雄三（宮大工・4年前に紀美子の死後心臓発作で死亡） - 森下哲夫
- 早瀬辰彦（竹本の部下） - 重松収
- 坂本（美容師） - 山本辰彦
- 岡部玲子（設計事務所経営・紀美子は美大の同級生） - 藤真利子

第8話「刑事の娘に生まれて…京の雨が止めた二つの時計」
- 林まさる（京都府警薬物対策課 課長） - 綿引勝彦
- 高矢令子（弁当屋店主・高矢の娘） - 小西美帆
- 木内俊夫（時計職人・令子の恋人） - 伊東孝明
- 高矢淳一（元京都府警薬物対策課 刑事・8年前刺殺） - 野崎海太郎
- 柿原利治（高矢の元情報屋・最近まで服役） - 江藤漢斉
- 金森敦志（元暴力団組員・2年前自殺） - 辻村綾二

第9話「京都殺人交差点…引き裂かれた母と息子」
- 相川（警備員） - 江藤潤
- 大島憲一（茜の息子） - タモト清嵐（幼少期：野間仁雄）
- 里見春子 - ひろみどり
- 大島洋次 - 野々村仁
- 大島茜（おばんざい屋経営） - 床嶋佳子

第10話「二度疑われた女！京都東山…恋文が呼ぶ殺意の罠」
- 大塚楓（京料理屋「古都梅」従業員） - 国生さゆり
- 野々宮静夫（京料理屋「古都梅」常連客） - 大高洋夫
- 結城秀則（大手商社マン） - 伊藤洋三郎
- 大塚正雄（楓の夫・16年前死亡） - 平井真軌
- 田中登志子（京料理屋「古都梅」女将） - 若原瞳

第11話「冬の京に消えた証人!! 密告電話が暴いた母子の絆」
- 倉田遥香（明美の娘） - 大村彩子
- 佐久間学（弁護士） - 高橋和也
- 上村達朗（学習塾取締役・婿養子） - ふるごおり雅浩
- 安井明美（元スーパーのパート店員・14年前死亡） - 樋口泰子
- 倉田涼介（遥香の夫） - 西村龍弥
- 倉田奈緒（遥香の娘） - 坂口苺

第12話「千年のトリック！源氏物語に隠された殺意の香り」
- 渥美香織（香道教室に通う主婦） - 藤吉久美子
- 坂野法彦 - 菅原大吉
- 渥美真理絵（香織の娘） - 金子さやか
- 牧村多加子（成一の後妻・元ホステス） - 久世星佳
- 牧村茂（不動産管理会社経営・成一の息子） - 中根徹
- 牧村成一（資産家・7年前に自宅で殺害） - 波多野博

第13話「時効成立まであと15分！緊急手術室で運命の再会」
- 篠原公一郎（私立病院院長・亜紀の父） - 平幹二朗
- 氷川冴子（外科医・亜紀の親友） - 中原果南
- 宮村一樹（高校教師） - 木川淳一
- 宮村里香子（宮村の妻） - 冨樫真
- 篠原亜紀（元医大生・14年前刺殺） - MAKO
- 田島麻衣子（女子高生） - 渡辺菜月
- 相田エリカ - 鍋本凪々美

第14話「9年間見守り続けた女!! 京都六角通り殺意の再会」
- 平田貴美子（スーパー店員） - 遠藤久美子
- 江坂亮一（ヨツバ物流 従業員） - 笠原秀幸
- 岡村勝治（ヨツバ物流 社長） - 潮哲也
- 進藤和男（覚せい剤の売人） - 真鍋拓
- 岡村真（岡村の息子） - 柴田裕司
- 平田春彦（貴美子の弟） - 倉本発

最終話
第1部「時効直前！2つの事件が動き出す 京都の春に試された親子の絆〜娘よ！京番茶に殺意の香り」
- 木島卓造（京番茶店「ほうらく堂」主人・めぐみの養父） - 竜雷太
- 種村和也（遊園地「みやこパーク」職員・めぐみの元上司） - 正名僕蔵
- 名和健二（無職） - 有薗芳記
- 種村美紀（種村の妻） - 小松みゆき
- 木島めぐみ（遊園地「みやこパーク」元職員・10年前に園内で刺殺） - 内田もも香
- リエ - 高橋真子

第2部「22年間息子を待ち続けた母!! 手作り餃子に秘められた涙の過去」
- 勝村チヨ（中華料理教室経営者・中華料理店「招福飯店」元店主） - 江波杏子
- 野田健一（振り込め詐欺グループメンバー） - 金井勇太
- 高見沢徹（振り込め詐欺グループボス） - 金山一彦
- 小泉隆志（荒木の会社の元社員） - 草薙仁
- 荒木充夫（マルチ商法社長） - 加藤寛治

### 第7シリーズ（2010年）
第1話
第1部「25年目の再会!! 悪女と呼ばれた母」
- 林久美子（忠志の後妻で忠志の死後に林と再婚） - 石田えり
- 盛田由香里（弁護士・25年前に廃車に置き去りにされた少女） - 野波麻帆（幼少期：大出菜々子）
- 伊藤信行（追い出し屋） - 西村匡生
- 盛田忠志（由香里の父・夜逃げのあと体を壊し死亡） - 浅田祐二
- 岩井 - 田井克幸
- 立木明美（25年前の久美子の勤務先のクラブママ） - 一木美貴子
- 林（資産家・3年前死亡） - 中村正
- 徳田優 - 木村風太

第2部「狙われた祇園の美容師…鏡越しの殺意!! 遺作に秘めた殺人連鎖」
- 鶴岡加奈（祇園の「舞妓変身処」勤務･元美容師） - 高橋ひとみ
- 飯山映子（元美術教師）  - 中山忍
- 三好亮太（四つ葉書店 勤務） - 栩原楽人
- 南条いずみ（「鏡越しの秘密」作者） - 朱花
- 花丸（芸者） - 渋谷めぐみ
- 長沢（かもがわ出版 勤務） - 窪田弘和

第2話「死者からの脅迫！京都嵯峨野盗まれた妻の秘密!!」
- 高山サキ（昭夫の母・特別養護老人ホームの入居者） - 花原照子
- 鷲津啓介（自称経営コンサルタント） - 浜田学
- 高山昭夫（造園業者） - 伊庭剛
- 佐川富士夫 - 恒松勇輝
- 高山健人（昭夫とかおるの息子・小学生） - 渡邉甚平
- 高山かおる（昭夫の妻） - 古村比呂

第3話「消えた少女！試された母の愛時効5年後の真実!!」
- 戸倉雄二 - 中村繁之
- 高尾徳治 - 蟷螂襲
- 戸倉麻衣子（戸倉の娘） - 前田莉緒
- 遠野慎吾（小学生・20年前に溺死体で発見） - 西村天翔
- 遠野郁子（慎吾の母） - 池上季実子

第4話「16年後の殺人証拠!! 容疑者と婚約した女」
- 小柴圭造（交通事故の後遺症で軽い記憶障害） - 下條アトム
- 黒川哲郎（大手企業のエンジニア） - 井坂俊哉
- 谷本良治（会社員） - 加藤寛治
- 大野（引ったくり犯） - 大久保幸治
- 木村（介護ヘルパー） - 泉知奈津
- 落合直子（介護ヘルパー） - 遠藤久美子

第5話「祇園で泣く女教師!! 不自然な夫婦の殺意」
- 木下勇（焼肉店経営・玲子の夫） - 湯江健幸
- 坂本健一 - 高橋光臣
- 里中威 - 小川信行
- 榊達郎 - 下元年世
- 木下玲子（元大学非常勤講師） - とよた真帆

第6話「遺品は語る!! 京都五山送り火をめぐる“点と線”」
- 升田肇（古本屋経営・あかねの幼馴染） - 鈴木一真
- 神埼あかね（神埼の娘・12年前扼殺） - かでなれおん
- 水尾徹（太極拳教室マネージャー） - 柴田善行
- 神埼誠一（元巡査長） - 夏八木勲

第7話「生と死の逆転！引き裂かれた母子!! 18年目の真実」
- 木下美和子（スナックホステス） - 中込佐知子
- 小林栄介（高校生・18年前に駅のコインロッカーに捨てられた子供） - 森田直幸
- 三井瑠璃子（養護施設あすなろ園 園長） - 宮田圭子
- 小野靖（麻薬の売人） - 堀田貴裕
- 倉橋泰造（資産家） - 矢部義章
- 永嶋恭一（闇金融業者・前科者） - 保阪尚希

最終話「最後の時効捜査!! 血液型トリック15年後の真実」
- 土本雪絵（アクセサリー販売） - 山村紅葉
- 佐古新介（傷害前科） - 村田充
- 有馬（医師） - 堀内正美
- 北見梨枝子（デパート店員・北見の娘） - さくら
- 片山クミ（ヴァイオリニスト） - うえむらちか
- 足立（医師） - 浦野REN
- 山田和範 - 北川肇
- 寺山房子（寺山の妻） - ひろみどり
- 森（リハビリセンター入園者） - 峰蘭太郎
- 北見茂樹（15年前に殺された元会社員） - 柴田裕司
- 寺山洋一郎（リハビリセンターボランティア・元京都府警察 警部） - 勝野洋

### スペシャル（2010年）
「初冬の京都に蘇る女たちの未解決事件！二度疑われた女…限定10個の殺人証拠！京の伝統行事が暴く真実!! 謎のDNA記号に潜む殺意の連鎖」
第1部
- 森嶋可奈子（土産物店経営） - 清水美沙
- 春田稔（車販売のあげぱん店主人） - 鶴田忍
- 森嶋文江（昭夫の母・元高校教師・5年前殺害） - 白木万理
- 森嶋昭夫（可奈子の夫・別居中） - 東根作寿英
- 大前朋美（経営コンサルタント・文江の教え子） - 七咲友梨
- 小山内俊彦（朋美の恋人） - いわすとおる

第2部
- 今田良江（会計士・謙二の妹） - 川上麻衣子
- 今田はるか（謙二の妹・10年前に詐欺容疑で2年の懲役） - 宮本真希
- 田宮公彦（京阪大学遺伝子研究センター 教授） - 石田太郎
- 清川登（京阪大学遺伝子研究センター 研究員） - 伊藤正之
- 今田謙二（京阪大学遺伝子研究センター 元准教授・3年前殺害） - 東村晃幸
- 武田昭（詐欺師） - 山田アキラ

### 第8シリーズ（2011年）
第1話「母から娘へ…京都、愛と死のメロディー！祇園の悪女が隠す過去!!」
- 沖田彩音（英俊と由紀恵の娘・現在は佐知子と二人暮らし） - 荒井萌
- 秋山由紀恵（英俊の前妻で秋山勝と再婚・ヴァイオリニスト） - 筒井真理子
- 沖田英俊（沖田製作所の元社長・3年前に火事で死亡） - 浅田祐二
- 秋山隼人（秋山勝の連れ子） - 北条隆博
- 小早川圭司（覚醒剤不法所持の前科者） - 大久保幸治
- スナックのホステス - 木本順子、若園明美、石井亜可理
- 沖田佐知子（英俊の後妻・元スナックのホステス） - 洞口依子

第2話「京のおばんざい屋に殺人連鎖!! 手がかりは花街の所作」
- 薄井信行（和傘工房「日吉屋」職人） - 中原丈雄
- 薄井まゆみ（薄井の妻・7年前に崖から転落死） - 山下容莉枝
- 薄井香澄（薄井の娘・来月結婚） - 柳生みゆ
- 竹沢悠平（闇金融業者） - 入江毅
- 柳本（闇金融業者） - 石井真司
- 藤澤由紀（おばんざい屋経営者・元芸者「千代菊」） - 床嶋佳子

第3話「京都嵐山に潜む罠！満開の桜が暴く8年目のトリック」
- 宮村一茂（武彦の弟子） - 蟹江一平
- 立原佐代子（歯科衛生士） - 映美くらら
- 葉山勇樹（元カメラマン・8年前に桜の下で殺害） - 中山卓也（幼少期：細田龍之介）
- 木田健一（大石土木建設 経理） - 大久保ともゆき
- 杉下真弓（歯科衛生士） - 榎園実穂
- 藤原（大石土木建設 社長） - 木村康志
- 葉山武彦（勇樹の父・桜守） - 秋野太作

第4話「同時発生！ふたつの事件の点と線…10年後京都鴨川での再会!!」
- 富田公彦 - 正名僕蔵
- 向井勇蔵（ゆかりの夫） - マギー
- 磯辺（ラーメン屋店長） - 谷口高史
- 原田光子（小料理屋女将） - 山崎千恵子
- 矢部左千夫（土佐料理店「ダイニングはりまや」オーナー） - いわすとおる
- 谷本吾郎（小料理屋従業員） - 東山龍平
- 安川徹（工事会社社長） - 下元年世
- 向井あさみ（向井とゆかりの娘） - 坂口苺
- 向井ゆかり - 高野志穂

第5話「アリバイに利用された男！京都の夜に響く母子の叫び」
- 織部奈津子（恭一と悠太の母） - 石野真子
- 織部恭一（工事労働者・悠太の兄） - 染谷将太
- 織部和彦（恭一と悠太の父・別居） - 渋谷哲平
- 北川大輔（中京警察署 警務課長） - 山内としお
- 田村 - 山田アキラ
- 織部悠太（中学生・2年前自殺） - 依田希実

第6話「19人の殺人容疑者！死体の二本指が導いた京都大原…涙の再会」
- 柚子原茂（プロ野球選手・西丸高校野球部の元部員） - 斉藤祥太
- 宮田まりえ（緑川の姪・宮田の妻・西丸高校野球部の元マネージャー） - 末永遥
- 宮田啓介（漬物店経営・西丸高校野球部の元キャプテン） - 金井勇太
- 関根淳一（農家・西丸高校野球部の元部員） - 森田直幸
- 松浦仁（スポーツライター） - 岡田眞善
- 緑川博（元会社員・14年前に雑居ビル屋上から突き落とされ死亡） - や乃えいじ
- 谷口隼人（松浦のアシスタント） - 内藤邦秋

第7話「あの人は今どこに……京都の思い出殺人事件!!」
- 丸茂晃（版画「きみの名を」作者・千葉の弟子） - 二階堂智
- 千葉彰正（元版画家・14年前にアトリエで殺害） - 蟷螂襲
- 藤沢さとし（美術評論家） - 国木田かっぱ
- 川本ゆき（東京からの旅行客） - 草笛光子

第8話「家政婦は見た！京の花街、娘から来た死を呼ぶ手紙!!」
- 佐久間豊（エクサ製作所 元社長） - 藤田宗久
- 丹沢正平（エクサ製作所 従業員・安川の元同僚） - 三宅弘城
- 金田俊（エクサ製作所 従業員・安川の元同僚） - 中村繁之
- 田中美津代（佐久間家の家政婦） - 町野あかり
- 岸辺八重子（佐久間の娘） - 多田実喜
- 安川茂樹（エクサ製作所 元期間工・5年前に会社社員寮から転落死） - 井上剛
- 安川貴子（安川の母） - 前川恵美子
- 辻原エリ（佐久間家の家政婦） - 奥山佳恵

最終話
第1部「38年目に動き出した未解決事件！亡き妻に捧げる愛憎の果てに…」
- 神田いずみ（陶磁器の修復師） - 須藤理彩
- 神田雄彦（いずみの兄） - 山田純大
- 小橋愛子（いずみのおば） - 未來貴子
- 神田玲子（雄彦の妻・5年前殺害） - 舟木幸
- 久保田順（投資コンサルタント） - 柴田善行
- 上川誠（いずみの恋人） - 高田賢一
- 上川忠志（誠の父） - 笹木俊志
- 上川信子（誠の母） - 鈴川法子

第2部「私を殺してと叫んだ女 嵐山〜祇園〜八坂神社母子の京都殺人案内」
- 十和田公平（久子の息子・元人形職人） - 西村和彦
- 十和田久子（拘束型心筋症の高齢者） - 吉村実子
- 前橋徹（久子の元夫・38年前服役） - 佐川満男
- 十和田琴美（公平の妻） - かでなれおん
- 須磨重雄（人形職人） - 峰蘭太郎

### 第9シリーズ（2012年）
第1話「VS.京都地検の女！20年後に動き出した二重誘拐トリック!! 息子に会いたい…母の叫びと復讐の銃弾！資料に裏切られたおみやさん」
- 夏村かずさ（夏村建設 筆頭株主・裕也の妻） - とよた真帆
- 椿健一郎（ウェブニュースの記者） - 原田龍二
- 古川順造（鴨川西警察署を退職した元刑事） - 深水三章
- 坪内さわ（夏村家の家政婦） - 茅島成美
- 月島佐代子（夏村家の元家政婦・20年前自殺） - 柳生みゆ
- 速水亨（夏村建設 監査役・クモ膜下出血で京都総合病院に入院中） - 冨家規政
- 夏村雄一（夏村建設 3代目社長・裕也と愛人との子） - 丸山厚人
- 大岩豊（夏村建設 総務部長） - 河西健司
- 岩崎明子（京都総合病院 清掃員） - 小柳友貴美
- 柳川武（古川の元相棒） - 峰蘭太郎
- 原祐次（弁護士） - 藤沢徹衛
- 古川碧（古川と咲子の娘） - 若尾夏希
- 古川咲子（古川の妻） - 鈴川法子
- 夏村勇樹（裕也とかずさの息子・20年前に誘拐され生死不明） - 高木陸
- 夏村裕也（夏村建設 2代目社長・7年前病死） - 加藤重樹

第2話「敏腕女刑事登場で資料課の危機!! 完璧すぎる殺人証言1×3＝4の謎」
- 湊亮子（竹中の恋人） - 遠野なぎこ
- 市村友美（ブティック店員） - 小橋めぐみ
- 辻博明（キーボード奏者・音楽業界引退後居場所不明） - 比留間由哲
- 植木誠一（元運送会社従業員） - 谷口高史
- 平野ユリエ（元シンガーソングライター・13年前にビルの非常階段から転落死） - 飛鳥凛
- 竹中英児（賃貸保証会社経営） - 柴田善行
- 大場桜子（ニューヨークへ留学中） - 宮嶋麻衣
- 大場恵美（桜子の母） - 前川恵美子

第3話「三度殺された夫！京都西陣監禁状態で試された母子の絆」
- 根岸由美子（堀之内の元愛人） - つみきみほ
- 小林周平（骨董店の強盗犯人） - 梶原善
- 堀之内弘志（会社員・7年前失踪） - 春田純一
- 堀之内楓（堀之内の妻） - 大家由祐子
- 根岸タケル（堀之内と由美子の子） - 野澤柊

第4話「19年目の殺人連鎖！京都鴨川…父を待つ娘の愛と憎悪」
- 伊部真紀（書道教室経営） - 高橋かおり（少女時代：野田琴乃）
- 佐山琉璃（書道教室生徒） - 二宮星
- 伊部太一（失踪した真紀の父） - 渡辺憲吉
- 美山友則（窃盗と暴行の元服役囚） - マイク・ハン
- 伊部かおる（真紀の母） - 金子珠美
- 滝田（ラーメンチェーン店オーナー） - 江原政一

第5話「VS.心理学を操る男!! 京都〜青森 1000㌔の遠隔殺人18年目の罠」
- 真壁敦則（学習塾経営者・児童養護施設「心風園」元園長） - 布川敏和
- 房田春雄（児童養護施設「心風園」出身） - 森廉（幼少期：伊賀亮）
- 宮家佑香（おばんざい屋店員） - 逢沢りな
- 山賀翔平 - 内野謙太（幼少期：高橋幸聖）
- 河合瑞穂 - 朱花
- 内藤栄太（児童養護施設「心風園」元理事長・18年前に一酸化酸素中毒で死亡） - 加藤寛治
- 久野透（新村不動産 社員） - 山本道俊

第6話「利用された夫婦愛！祇園祭に消えた美女の殺人計画」
- 栗原絹子（栗原の妻・京極精工所 創始者の孫） - 石田えり（20歳：島居香奈）
- 守屋健三（京極精工所 専務） - 国広富之
- 田中春樹（京極精工所 研究員） - 阿南健治
- 栗原誠（京極精工所経理課 元係長・2年前に落下した鉄パイプが直撃して死亡） - 大高洋夫
- 菊池恭子（元コンパニオン） - かでなれおん
- 千島洋次（モルゲン化学 研究員） - 石川栄二

第7話「京都嵐山に潜む殺人計画！当選金1億に翻奔された男と女!!」
- 野波基之 - 北見敏之
- 久保田晴彦（デザイン会社社長・元印刷所契約社員） - 湯江健幸
- 斉藤秀正（福寿鍼灸院 院長） - 芝本正
- 桃山武寛（お好み焼き店の元店主・8年前刺殺） - 成瀬正孝
- 野波秋江（野波の妻） - 水木薫
- 木村史子（主婦・幸子の友人） - まつむら眞弓
- 松永雅子（幸子の娘） - 大石彩未
- 松永幸子（桜くじ販売所 店主） - 藤真利子

第8話「犬だけが見た殺人！京都〜滋賀…7年目に動き出した新証拠!!」
- 飯島桃子（洋食屋「向日葵軒」経営・洋介の姉） - 高橋由美子
- 倉橋大樹（パン職人） - 柏原収史
- 飯島駿（洋介の息子） - 相良飛鷹
- 飯島洋介（7年前の事件の重要参考人で取り調べを受けたあと駅のホームから転落死） - 浜田学
- 西村健吾（居酒屋チェーン店長） - 古宮基成
- 西村凛（西村の妻） - 田村友里
- 高梨（弁護士） - 市橋正光
- 沢辺茂（資産家） - 上村厚文

最終話「孤独妻4年目の復讐、最後の事件は…おみやさん京都追放!?」
- 真田正浩（新里建工 アルバイト） - 波岡一喜
- 大井若菜（アルバイト暮らし・4年前まで予備校講師） - 川上麻衣子
- 中条澄夫（新里建工 元現場主任・4年前に寺の補修工事現場で転落死） - 草野康太
- 新里義晴（新里建工 社長） - 丸岡奨詞
- 前原隆史（スーパー店長） - 蟷螂襲

### スペシャル（2014年 - 2016年）
新春スペシャル「弾丸なき連続殺人!! 怪しく近寄ってきた女刑事！彼女の罠にはめられたおみやさん！盗まれた5発の銃弾が冬の京都を揺るがす!!」（2014年）
- 木島鉄男（南京都刑務所の元受刑者・元刑事） - 松澤一之
- 乾保孝（京都府警察捜査第一課 巡査部長・寺尾みきの元部下） - 須賀貴匡
- 西田誠（寺尾みきの元上司） - 佐戸井けん太
- 上野謙治（寺尾みきの元部下） - 伊藤洋三郎
- 岡田清治（神宮道交番 元巡査・故人） - 浅利陽介
- 岡田りこ（清治の妻） - 柊瑠美
- 益田里紗子（ストーカー被害者） - 宮嶋麻衣
- 三ツ木隆（懸賞金ハンター） - 加藤重樹
- 大友幸三（京都府警察捜査第一課 課長・寺尾みきの元上司） - 石黒賢

スペシャル第1弾「資料係の窓際警察官が挑む40年の時を超えた赤いスカーフのトリック!!」（2016年）
- マサ（coffee PubHouse「GOSPEL」マスター） - 中西良太
- 江藤竜三（フリーライター） - 深水三章（40年前：三嶋健太）
- 岡本エリカ（佐知代の娘・白菊女学院の生徒） - 荒川ちか
- 足立タエ子（元料亭の仲居・故人） - 河合美智子
- 志村大樹（エリカの知人） - 戸塚純貴
- 本田松次郎（元織物職人・特別養護老人ホーム「神戸心風苑」入居者） - 織本順吉
- 島哲也（大樹の兄貴分・暴力団関係者） - 北原雅樹
- 新庄亘（壬生会のナンバー2） - 峰蘭太郎
- 朝倉ひとみ（純平の妹・恵一の妻） - 園英子
- バーテン - 山田アキラ
- 朝倉恵一（ホテルチェーン「ミリアンホテル」社長） - 伊庭剛
- 仲居 - 島居香奈
- 島の恋人 - 松島紫代
- 平松の孫 - 中村文徳
- ジョージ・スペンサー（アルバートの孫・アメリカのミュージシャン） - トーマス・リンドブルーム
- アルバート・スペンサー（リリーの恋人・進駐軍の兵隊） - スタンコ・ゴイッチ
- 小笠原純平（ホテルチェーン「ミリアンホテル」会長・歌子の甥） - 小野寺昭（40年前：吉木遼）
- 小笠原歌子（ホテルチェーン「ミリアンホテル」元名誉会長・故人） - 多岐川裕美（青年期：和泉そら）
- 平松勝己（僧侶・元刑事） - 石橋蓮司（少年期：玉井虎白）
- 岡本佐知代（老舗旅館「上鴨旅館」女将・歌子の実子） - 東ちづる（幼少期：松田苺）

スペシャル第2弾「名門大・哲学教授VS資料係・鳥居勘三郎 バラを折る女と蛇の暗号の謎 京都五山の送り火が結ぶ12年前の迷宮入り事件」（2016年）
- 新垣さやか（隼人の母・今出川病院 元看護師） - 加藤貴子
- 真壁礼司（実業家・三木の不良時代の先輩） - 神尾佑
- 田村翔一（ネット小説家・京都市立西大路中学校の卒業生） - 三浦涼介
- 中江美也子（ギタリスト） - 黒川芽以（少女期：石井萌々果）
- 緑川雪乃（電子書籍サービス「ウェブリテ出版」社長） - 嘉門洋子
- 平野昌之（烏丸プランニング営業部 社員） - 伊崎充則
- 三木秀介（詐欺グループの番頭格・別名「スネーク」） - 阿部丈二
- 新垣隼人（高校生） - 前田旺志郎
- 加藤彰文（元資産家・12年前刺殺） - 藤沢徹衛
- 堀川学院大学 職員 - 水上竜士
- 西圭一郎（堀川学院大学の元学生・3年前自殺） - 和泉崇司
- 定食屋「べにや」店主 - 川崎あかね
- 茶屋店主 - 多賀勝一
- 京都府警捜査二課 刑事 - いわすとおる
- 今出川病院 看護師 - まつむら眞弓、徳田尚美
- 山田（偽弁護士・詐欺師） - マット奥井
- 京都市立西大路中学校の卒業生 - 泉翔太、岩本聡
- 朝比奈拓郎（堀川学院大学文学部哲学科 教授） - 佐野史郎

## 鳥居勘三郎を演じた渡瀬恒彦への追悼
2017年3月14日に急逝した鳥居勘三郎役の渡瀬に対し、SNSを通じて哀悼の意を表したおみやさんのレギュラー及びスタッフないしゲスト出演者は以下の通り（アイウエオ順）。
- 石原武龍（第1-6・8シリーズ脚本担当）[47]
- 一条俊（第2シリーズ-新春SP「高岡俊介」役）[48]
- 小野寺丈（第1シリーズ-新春SP「茅野太一」役）[49]
- 大谷みつほ（第2シリーズ第2話ゲスト）[50]
- 加藤貴子（2016年SP第2弾ゲスト）[51]
- 川岡大次郎（第4シリーズ第8話ゲスト）[52]
- 北原雅樹（第5シリーズ第6話、2016年SP第1弾ゲスト）[53]
- 黒川芽以（第1シリーズ第5話、第6シリーズ第3話、2016年SP第2弾ゲスト）[54]
- 小島可奈子（第6シリーズ第6話ゲスト）[55]
- 佐野史郎（2016年SP第2弾ゲスト）[56]
- 沢田亜矢子（第1シリーズ第1話ゲスト）[57]
- 遠野なぎこ（第2シリーズ第3話、第9シリーズ第2話ゲスト）[58]
- 戸田恵子（第9シリーズ、新春SP「緑川みどり」役）[59]
- 鳥羽潤（第5シリーズ第6話ゲスト）[60]
- 中山忍（第7シリーズ第2話ゲスト）[61]
- 中山卓也（第8シリーズ第3話ゲスト、第9シリーズ「山田春馬」役）[62]
- 七瀬なつみ（第1- 第4シリーズ / 第6 - 新春SP「会沢桂子」役）[63]
- 原田篤（第6シリーズ第8話ゲスト）[64]
- 原田龍二（第5シリーズ第6話、第9シリーズ第1話ゲスト）[65]
- 布川敏和（第9シリーズ第5話ゲスト）[66]
- 堀内正美（第7シリーズ最終話ゲスト）[67]
- 遊井亮子（第2シリーズ第4話ゲスト）[68]